# 第18師団 (日本軍)
第18師団（だいじゅうはちしだん）は、大日本帝国陸軍の師団の1つ。日露戦争後の1907年（明治40年）と、日中戦争勃発後の1937年（昭和12年）に編成された。通称号は皇室の紋章と同じ「菊」を与えられた。

## 第一次編成
日露戦争終結後の戦力増強策の一環で第17師団とともに1907年（明治40年）11月に創設された。同年12月5日、師団司令部を久留米市に開庁。1914年（大正3年）から始まった第一次世界大戦では第18師団を基幹に歩兵第29旅団などを編合した独立第18師団が編成され、青島攻略戦に参戦する。同年11月14日、独立第18師団は青島の占領を完了した。1918年（大正7年）10月3日、兵器部が福岡県三井郡国分村の師団司令部内に移転し事務を開始。
その後、第一次世界大戦やシベリア出兵のために戦費が嵩（かさ）み、1922年（大正11年）から3次にわたり行われた軍縮の一環として、1925年（大正14年）に加藤高明内閣で行われたいわゆる「宇垣軍縮」によって4個師団の廃止が決まり、第18師団も第13・第15・第17師団とともに廃止された。

### 歴代師団長
- 木村有恒 中将：1907年（明治40年）11月13日 - 1910年（明治43年）11月30日
- 大迫尚道 中将：1910年（明治43年）11月30日 - 1912年（大正元年）12月26日
- 神尾光臣 中将：1912年（大正元年）12月26日 - 1914年（大正3年）11月26日
- 斎藤力三郎 中将：1914年（大正3年）11月26日 - 1915年（大正4年）5月26日死去
- 柴勝三郎 中将：1915年（大正4年）6月4日 - 1919年（大正8年）7月25日
- 高山公通 中将：1919年（大正8年）7月25日 - 1922年（大正11年）8月15日
- 金谷範三 中将：1922年（大正11年）8月15日 - 1925年（大正14年）5月1日（廃止）

### 歴代参謀長
- 宇宿行輔 歩兵大佐：1907年（明治40年）11月13日 - 1909年11月30日[4]
- 古海厳潮 歩兵大佐：1909年（明治42年）11月30日 - 1912年4月1日[5]
- 柴豊彦 歩兵大佐：1912年（明治45年）4月1日 - 1912年12月10日[6]
- 斎藤季治郎 歩兵大佐：1912年（大正元年）12月10日 - 1913年8月22日[7]
- 磯村年 砲兵大佐：1913年（大正2年）8月22日 - 1916年4月10日[8]
- 東正彦 歩兵大佐：1916年（大正5年）4月10日 - 1918年7月24日[9]
- 磯部昌朔 歩兵大佐：1918年（大正7年）7月24日- 1919年7月25日[10]
- 渡辺金造 歩兵大佐：1919年（大正8年）7月25日 - 1922年8月15日[11]
- 有地了介 歩兵大佐：1922年（大正11年）8月15日 - 1925年（大正14年）5月1日[12]

### 最終所属部隊
- 歩兵第23旅団
  - 歩兵第46連隊（大村）
  - 歩兵第55連隊（佐賀）
- 歩兵第24旅団
  - 歩兵第48連隊（久留米）
  - 歩兵第56連隊（久留米）
- 騎兵第22連隊
- 野砲兵第24連隊
- 独立山砲兵3連隊
- 工兵第18大隊
- 飛行第4大隊
- 輜重兵第18大隊

## 第二次編成

### 日中戦争
日中戦争が始まると日本本土から次々と師団が中国大陸に派遣され、第18師団も1937年（昭和12年）9月9日に、留守第12師団の担当で、四単位編制の特設師団として再度編成された。
編成完結後第二次上海事変のさらなる増援軍として第6師団・第114師団とともに第10軍（司令官：柳川平助中将）に編入され杭州湾に上陸し中国軍の背後からの攻撃に当たる。上海戦の後南京攻略戦に参戦した。
第10軍廃止後は中支那派遣軍戦闘序列に編入、占領地の警備と治安維持に当たり、1938年（昭和13年）9月12日に第21軍戦闘序列に編入広東作戦に参戦、10月12日に第104師団とともにバイアス湾から奇襲上陸し広東を攻略する。

### 太平洋戦争
1941年（昭和16年）、南方に転用が決まり、11月6日に第25軍（司令官：山下奉文中将）戦闘序列に編入され、マレー作戦・シンガポール攻略戦に従事する。シンガポール陥落後は飯田祥二郎中将の第15軍に移り、ビルマ攻略戦に参戦する。
1943年（昭和18年）10月からフーコン河谷のニンビン（現在の Ningbyen,en:Tanai Township）においてレド公路の早期打通を目指すスティルウェルによって練兵された新編中国軍と交戦するが、アメリカ軍に支援された新編中国軍に包囲されたため補給が途絶え、栄養失調とマラリアによって3,000人を越える戦病死者を出した。
また、分遣しミートキーナにあった歩兵第114連隊は連合国軍との交戦で2,000名以上の損害を出した。この時歩兵第114連隊は第56歩兵団（第56師団の歩兵団）の指揮下に入っていたが、第56歩兵団長の水上源蔵少将は、1944年（昭和19年）8月、残存将兵に包囲を突破し脱出するよう命じた後自決した。
歩兵第114連隊はほかに拉孟守備隊（拉孟・騰越の戦い）にも兵力を派遣していたが、この守備隊も9月7日に玉砕する。第18師団のビルマ方面参加兵力は31,444名であったが、20,000名以上が戦死している。

### 川口支隊
師団は当初四単位師団として編成されたが、1941年（昭和16年）11月に、歩兵第35旅団司令部および歩兵第124連隊基幹の川口支隊（川口清健少将指揮）が編成され、師団の指揮下を離れフィリピン戦・ガダルカナル戦に参戦した。その後川口支隊は、1943年（昭和18年）3月に第31師団に転用、第18師団は三単位編制に改編された。

### 歴代師団長
- 牛島貞雄 中将：1937年（昭和12年）9月11日 - 1938年（昭和13年）7月15日
- 久納誠一 中将：1938年（昭和13年）7月15日 - 1940年（昭和15年）2月10日
- 百武晴吉 中将：1940年（昭和15年）2月10日 - 1941年（昭和16年）4月10日
- 牟田口廉也 中将：1941年（昭和16年）4月10日 - 1943年（昭和18年）3月18日
- 田中新一 中将：1943年（昭和18年）3月18日 - 1944年（昭和19年）9月22日
- 中永太郎 中将：1944年（昭和19年）9月22日 - 終戦

### 歴代参謀長
- 小藤恵 予備役歩兵大佐：1937年（昭和12年）9月11日 - 1939年2月5日[13]
- 芳村正義 歩兵大佐：1939年（昭和14年）2月5日 - 1939年9月1日[14]
- 武田寿 歩兵大佐：1939年（昭和14年）9月1日 - 1942年12月10日[14]
- 横山明 大佐：1942年（昭和17年）12月10日 - 1943年6月28日戦死[15]
- 大越兼二 中佐：1943年（昭和18年）7月1日 - 1944年9月1日[16]
- 白崎嘉明 大佐：1944年（昭和19年）9月1日 - 終戦[17]

### 最終司令部構成
- 師団長：中永太郎 中将（陸士26期）
- 参謀長：白崎嘉明 大佐（陸士34期）
  - 作戦参謀：三橋泰夫 少佐（陸士44期）
  - 参謀：鈴木重直 少佐（陸士44期）
  - 参謀：正宝治平 少佐（陸士49期）
- 高級副官：猪瀬重雄 少佐
- 経理部長：木村烝逸 主計大佐（1943年（昭和18年）8月2日 - 終戦）
- 軍医部長：大橋要人 軍医大佐（1943年（昭和18年）3月1日 - 終戦）
- 獣医部長：佐々木孝仕 獣医中佐（1945年（昭和20年）7月15日 - 終戦）

### 最終所属部隊
- 歩兵第55連隊（大村）：山崎四郎 大佐（陸士28期、1943年（昭和18年）9月28日 - 終戦）
- 歩兵第56連隊（久留米）：佐藤又三郎 大佐（陸士28期、1945年（昭和20年）5月31日 - 終戦）
- 歩兵第114連隊（福岡）：大塚宏 大佐（陸士28期、1945年（昭和20年）3月1日 - 終戦）
- 山砲兵第18連隊：江口太郎 大佐（陸士28期、1945年（昭和20年）5月3日 - 1945年（昭和20年）7月26日）
  - 後任連隊長：松川信正 大佐（陸士30期、1945年（昭和20年）7月26日 - 終戦）
- 工兵第12連隊：井上義一郎 中佐（陸士39期、1944年（昭和19年）9月1日 - 終戦）
- 輜重兵第12連隊：水谷虎吉 中佐（陸士32期、1944年（昭和19年）3月17日 - 終戦）
- 第18師団第1通信隊：山崎達男 大尉
- 第18師団第2通信隊：土生洋平 少佐（陸士53期）
- 第18師団衛生隊：小倉弘成 中佐（陸士38期）
- 第18師団第1野戦病院：鈴木行雄 少佐
- 第18師団第2野戦病院：荻生謙修 少佐
- 第18師団第3野戦病院：佐藤進 少佐
- 第18師団第4野戦病院：原田大六 少佐
- 第18師団防疫給水部：尾能吉一 少佐
- 第18師団病馬廠：安梅寿永 少佐

第18師団編合
- 独立速射砲第13大隊
- 野戦重砲兵第21大隊